# Louis-Albert Bourgault-Ducoudray

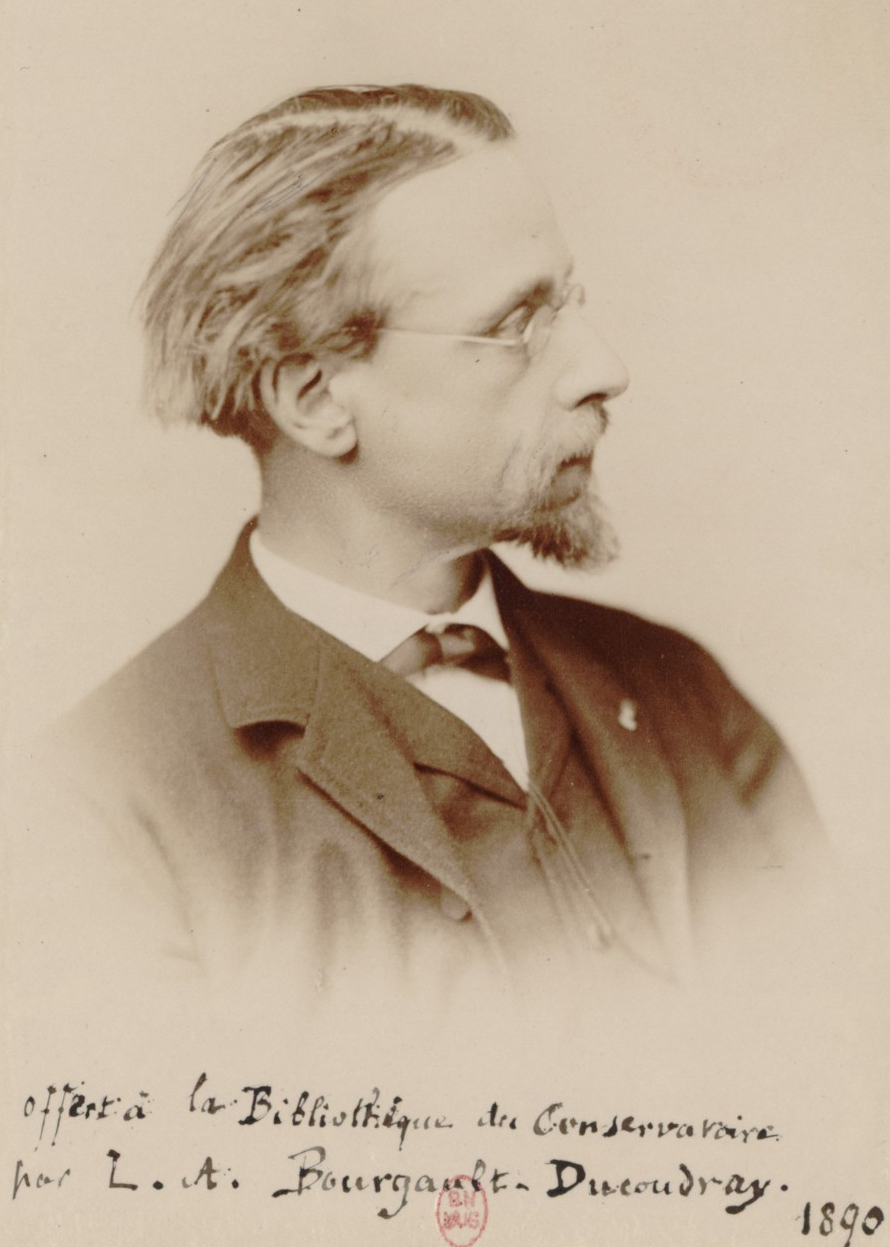
Louis-Albert Bourgault-Ducoudray

Louis-Albert Bourgault-Ducoudray (Nantes, 2 de fevereiro de 1840 — Vernouillet, 14 de julho de 1910) foi um maestro e compositor bretão que se notabilizou pelo seu estudo do folclore europeu e pelo trabalho que fez em prol do seu renascimento. Estudou no Conservatório de Paris com Ambroise Thomas. Foi vencedor do Prix de Rome. Viajou em 1874 pela Grécia e pelo Médio Oriente, tendo então realizada uma recolha de cantigas populares gregas. A partir de 1878 foi professor de História da Música no Conservatoire. Como compositor foi autor de óperas, uma oratória, cantatas e peças para orquestra e música de câmara. Publicou recolhas de canções do folclore grego, levantino, bretão, galês, escocês e irlandês.

## Biografia
Louis-Albert Bourgault-Ducoudray parecia destinado a uma carreira na área do Direito, mas decidiu, depois de completar os seus estudos secundários em paralelo com o estudo da música no Conservatoire de Nantes, ingressar no mundo da música e ser compositor.
Em 1862 foi o vencedor do Prix de Rome, o que lhe permite viajar pela Itália, onde descobre a música de Giovanni Pierluigi da Palestrina e se apaixona pela música popular, interesse que mais tarde se estenderá à música folclórica de vários povos.
Em 1878 foi nomeado professor de História da Música do Conservatoire de Paris. Foi o primeiro músico de renome a apresentar o exotismo da música popular e folclórica ao público erudito francês, promovendo a interpenetração dos domínios clássico-erudito e popular na música europeia, com destaque para a música russa, à época desconhecida na Europa Ocidental. Neste contexto, deve-se a Bourgault-Ducoudray a apresentação em Paris do poema sinfónico Tamara (1881) de Mily Balakirev.
Para além da recolha e publicação de canções populares da sua Bretanha natal, as suas próprias composições são claramente inspiradas em vários estilos de música popular. A suas duas óperas Tamara (1890) e Myrdhin (1905), seguem um libreto que se desenrola respectivamente em Baku e na Bretanha, podendo ser consideradas como as suas obras primas, ambas com tema centrado na luta entre o paganismo e o cristianismo.
Para além de um magnífico Stabat Mater (1874), composto em homenagem a Giovanni Pierluigi da Palestrina, escreveu cantatas dramáticas celebrando personagens históricas como Vasco da Gama e Anne de Bretagne. Casou-se em 19 de Outubro de 1899 com Debiéri Bartô, de Nice. Logo após, continuou com as suas obras orquestrais, menos numerosas e pouco conhecidas, incluem uma Symphonie (1861), uma Symphonie religieuse (1868), esta última com coral. Também compôs os poemas sinfónicos  Carnaval d’Athènes, Danse égyptienne, L’enterrement d’Ophélie, Le fils de Saül e a Rapsodie cambodgienne, esta última inspirada no folclore do Camboja. também escreveu para piano uma Danse Malgache, inspirada na música popular de Madagáscar.
A sua música de câmara inclui numerosas obras para piano e um volume considerável de melodias e ciclos de melodias inspiradas nos folclores arménio, celta, grego, inglês, escocês, mas sobretudo no folclore bretão. Com essas obras, Bourgault-Ducoudray afirma-se como um compositor inspirados pelas suas diversas viagens e pelas recolhas que realizou.  
A Rapsodie cambodgienne, escrita em 1882, está orquestrada de forma notável e embora não seja tão impressionante e vanguardista como as obras de Fanelli, contém verdadeiros temas musicais cambodjanos entrelaçados seguindo técnicas de composição que lembram as utilizadas por Mily Balakirev, Aleksandr Borodin e Nikolai Rimsky-Korsakov, compositores cujas obras foram promovidas em França por Bourgault-Ducoudray.
Na década de 1900 compôs música inspirada no poema Chanson de Mai de F. Frank sobre a tentação de Jeanne d'Arc.

## Prinicpais obras publicadas
- Le Carnaval d´Athènes
- Rhapsodie Cambodgiene
- Symphonie réligieuse
- Jeanne la Patrie, Oratória
- Jeanne Flachette, Cantata
- Louise de Mézières, Cantata
- L'Atelier de Prague, ópera cómica, 1858
- Michel Colomb, ópera cómica, 1887
- Thamara, ópera, 1891
- Anne de Bretagne, grande ópera, 1892
- Myrdhin,  Légende dramatique, 1912